# Silvisaurus
Silvisaurus („lesní ještěr“) byl rod nodosauridního dinosaura, který žil v období rané pozdní křídy (zhruba před 95 miliony let) na území dnešního státu Kansas v USA. 

## Popis
Silvisaurus dosahoval délky asi 4 metry a hmotnosti 1 tuny. Přítomnost zubů ve spodní čelisti naznačuje, že šlo o poměrně primitivního nodosaura, pozdější zástupci této čeledi již měli bezzubý „zobák“. Fosilie tohoto obrněného dinosaura byly objeveny v sedimentech geologického souvrství Dakota.